# Pseudogibbaster
Pseudogibbaster is een geslacht van uitgestorven zee-egels uit de familie Micrasteridae.

## Soorten
- Pseudogibbaster akkajensis (Moskvin & Poslavskaya, 1959) † Danien, Spanje tot Kazachstan.
- Pseudogibbaster tercensis (Cotteau, 1877) † Paleoceen, Spanje, Oekraïne, de Kaukaus.
- Pseudogibbaster depressus Kongiel, 1937 † Paleoceen, Polen, Oekraïne, de Kaukasus.